# EHF Champions League 2009/10
An der EHF Champions League 2009/10 nahmen 36 Handball-Vereinsmannschaften teil, die sich in der vorangegangenen Saison in ihren Heimatligen für den Wettbewerb qualifiziert hatten. Es war die 50. Austragung der EHF Champions League bzw. des Europapokals der Landesmeister. Die Pokalspiele begannen am 4. September 2009, das Finale fand am 30. Mai 2010 in der Kölner Lanxess Arena statt, zum ersten Mal im Rahmen eines Final Four. Titelverteidiger war der spanische Verein BM Ciudad Real. Das Finale zwischen dem FC Barcelona und dem THW Kiel konnten die Kieler für sich entscheiden.

## Modus
Qualifikation: Die Qualifikation wurde im Rahmen mehrerer Turniere ausgetragen. Drei Gruppen à drei Teams und zwei Gruppen à vier Teams, wobei jedes Team in einer Gruppe einmal gegen jedes andere Team spielte. Pro Gruppe qualifizierte sich das beste Team. Die ausscheidenden zwölf Teams zogen in den EHF-Pokal ein.
Gruppenphase: Es gab vier Gruppen mit je sechs Mannschaften. In einer Gruppe spielte jeder gegen jeden ein Hin- und Rückspiel; die jeweils vier Gruppenbesten erreichten das Achtelfinale. Die ausscheidenden Teams zogen nicht in den EHF-Europapokal der Pokalsieger ein.
Achtelfinale: Das Achtelfinale wurde im K.-o.-System mit Hin- und Rückspiel gespielt. Der Gewinner jeder Partie zog in das Viertelfinale ein.
Viertelfinale: Das Viertelfinale wurde im K.-o.-System mit Hin- und Rückspiel gespielt. Der Gewinner jeder Partie zog in das Halbfinale ein.
Final Four: Zum ersten Mal gab es ein Final-Four-Turnier, das Halbfinale und Finale wurde am 29. und 30. Mai 2010 in der Lanxess Arena in Köln ausgetragen. Das Halbfinale wurde im K.-o.-System gespielt. Die Gewinner jeder Partie zog in das Finale ein. Der Verlierer jeder Partie zog in das Spiel um den dritten Platz ein. Es wurde pro Halbfinale nur ein Spiel ausgetragen. Auch das Finale und das Spiel um Platz drei wurde im einfachen Modus ausgespielt.

## Qualifikation
Die Auslosung der Qualifikation fand am 18. Juni 2009 um 11:00 Uhr (UTC+2) in Wien statt.
Es nahmen die 17 Mannschaften, die sich vorher für den Wettbewerb qualifiziert hatten, teil.

### Qualifizierte Teams
| Topf 1: - HC Vardar Skopje (1. Mazedonische Liga) - A.C. PAOK (1. Griechische Liga) - Fyllingen Håndball (1. Norwegische Liga) - Tatran Prešov (1. Slowakische Liga) | Topf 2: - HC Buducnost Podgorica (1. Montenegrinische Liga) - SPE Strovolos (1. Zyprische Liga) - A1 Bregenz (1. Österreichische Liga) - KS Vive Kielce (1. Polnische Liga) |

| Topf 3: - HC Dinamo Minsk (1. Belarussische Liga) - STR Saporischschja (1. Ukrainische Liga) - RK Partizan Si&Si (1. Serbische Liga) - FC Porto Vitalis (1. Portugiesische Liga) | Topf 4: - Beşiktaş JK (1. Türkische Liga) |

### Gruppen
| Gruppe 1 RK Vardar Skopje HC Buducnost Podgorica HC Dinamo Minsk Besiktas JK | Gruppe 2 A.C. PAOK SPE Strovolos STR Saporischschja | Gruppe 3 Fyllingen Håndball A1 Bregenz RK Partizan Belgrad | Gruppe 4 HT Tatran Prešov KS Vive Kielce FC Porto Vitalis |

| Gruppe W CB Ademar León (4. Spanische Liga) RK Celje (2. Slowenische Liga) TBV Lemgo (4. Deutsche Liga) Kadetten Schaffhausen (2. Schweizer Liga) |

### Entscheidungen
|  | Teilnahme an der Gruppenphase    |
|  | Teilnahme am EHF-Pokal 2. Runde. |
|  | Teilnahme am EHF-Pokal 3. Runde. |

### Gruppe 1
Das Turnier der Gruppe 1 fand vom 4. September bis zum 6. September in der SRC „KALE“ HALL in Skopje statt.

Der Tabellenerste qualifizierte sich für die Gruppe D in der Gruppenphase. Die anderen drei nahmen an der 2. Runde im EHF-Pokal teil.
| Pl. | Mannschaft             | Sp. | S | U | N | T   | GT | Diff | Pkt   |
| --- | ---------------------- | --- | - | - | - | --- | -- | ---- | ----- |
| 1.  | HC Vardar Skopje       | 3   | 3 | 0 | 0 | 102 | 82 | + 20 | 6 : 0 |
| 2.  | HC Dinamo Minsk        | 3   | 2 | 0 | 1 | 091 | 86 | + 05 | 4 : 2 |
| 3.  | HC Buducnost Podgorica | 3   | 1 | 0 | 2 | 086 | 98 | − 12 | 2 : 4 |
| 4.  | Besiktas JK            | 3   | 0 | 0 | 3 | 083 | 96 | − 13 | 0 : 6 |

| 4. September 2009, Fr. 18:00 Uhr in Skopje, SRC „KALE“ HALL | 1.200 Zuschauer Spielbericht | HC Vardar Skopje Makaloski 8       | 33 : 30 (19 : 14) | Besiktas JK 6 Arifoglu              |
| 4. September 2009, Fr. 20:00 Uhr in Skopje, SRC „KALE“ HALL | 300 Zuschauer Spielbericht   | HC Dinamo Minsk Maretic 6          | 35 : 27 (18 : 14) | HC Buducnost Podgorica 7 Bakic      |
| 5. September 2009, Sa. 18:00 Uhr in Skopje, SRC „KALE“ HALL | 400 Zuschauer Spielbericht   | Besiktas JK Ladyko 7               | 25 : 32 (10 : 19) | HC Dinamo Minsk 10 Onufrijenko      |
| 5. September 2009, Sa. 20:00 Uhr in Skopje, SRC „KALE“ HALL | 1.600 Zuschauer Spielbericht | HC Buducnost Podgorica Kovalenko 6 | 28 : 35 (15 : 18) | HC Vardar Skopje 6 Stojanovic       |
| 6. September 2009, So. 18:00 Uhr in Skopje, SRC „KALE“ HALL | 300 Zuschauer Spielbericht   | Besiktas JK Ladyko 9               | 28 : 31 (12 : 14) | HC Buducnost Podgorica 6 Stojanovic |
| 6. September 2009, So. 20:00 Uhr in Skopje, SRC „KALE“ HALL | 2.000 Zuschauer Spielbericht | HC Vardar Skopje Levov 6           | 34 : 24 (14 : 14) | HC Dinamo Minsk 6 Stojanovic        |

### Gruppe 2
Das Turnier der Gruppe 2 fand vom 4. September bis zum 6. September in der Mikras 3 (House of Handball) in Thessaloniki statt.

Der Tabellenerste qualifizierte sich für die Gruppe A in der Gruppenphase. Die anderen zwei nahmen an der 2. Runde im EHF-Pokal teil.
| Pl. | Mannschaft         | Sp. | S | U | N | T  | GT | Diff | Pkt   |
| --- | ------------------ | --- | - | - | - | -- | -- | ---- | ----- |
| 1.  | A.C. PAOK          | 2   | 1 | 1 | 0 | 62 | 59 | + 3  | 3 : 1 |
| 2.  | STR Saporischschja | 2   | 1 | 1 | 0 | 56 | 53 | + 3  | 3 : 1 |
| 3.  | SPE Strovolos      | 2   | 0 | 0 | 2 | 52 | 58 | − 6  | 0 : 4 |

| 4. September 2009, Fr. 20:00 Uhr in Thessaloniki, Mikras 3 | 400 Zuschauer Spielbericht | A.C. PAOK Kokonis 7               | 32 : 29 (16 : 12) | SPE Strovolos 6 Michaelides     |
| 5. September 2009, Sa. 20:00 Uhr in Thessaloniki, Mikras 3 | 200 Zuschauer Spielbericht | SPE Strovolos Tsitou 9            | 23 : 26 (10 : 09) | STR Saporischschja 5 Krivchikov |
| 6. September 2009, So. 20:00 Uhr in Thessaloniki, Mikras 3 | 600 Zuschauer Spielbericht | STR Saporischschja Ljubtschenko 7 | 30 : 30 (13 : 15) | A.C. PAOK 8 Kokonis             |

### Gruppe 3
Das Turnier der Gruppe 3 fand vom 4. September bis zum 6. September in der Haukelandshallen in Bergen statt.

Der Tabellenerste qualifizierte sich für die Gruppe C in der Gruppenphase. Die anderen zwei nahmen an der 2. Runde im EHF-Pokal teil.
| Pl. | Mannschaft         | Sp. | S | U | N | T  | GT | Diff | Pkt   |
| --- | ------------------ | --- | - | - | - | -- | -- | ---- | ----- |
| 1.  | Fyllingen Håndball | 2   | 1 | 1 | 0 | 63 | 59 | + 04 | 3 : 1 |
| 2.  | A1 Bregenz         | 2   | 1 | 0 | 1 | 64 | 55 | + 09 | 2 : 2 |
| 3.  | RK Partizan Si&Si  | 2   | 0 | 1 | 1 | 48 | 61 | − 13 | 1 : 3 |

| 4. September 2009, Fr. 19:00 Uhr in Bergen, Haukelandshallen | 1.000 Zuschauer Spielbericht | RK Partizan Si&Si Tubic 9      | 28 : 28 (16 : 14) | Fyllingen Håndball 10 Pettersen |
| 5. September 2009, Sa. 16:00 Uhr in Bergen, Haukelandshallen | 200 Zuschauer Spielbericht   | A1 Bregenz Obad 11             | 33 : 20 (15 : 10) | RK Partizan Si&Si 5 Tubic       |
| 6. September 2009, So. 16:00 Uhr in Bergen, Haukelandshallen | 1.500 Zuschauer Spielbericht | Fyllingen Håndball Pettersen 9 | 35 : 31 (21 : 14) | A1 Bregenz 8 Mayer              |

### Gruppe 4
Das Turnier der Gruppe 4 fand vom 4. September bis zum 6. September in der Hala Legionów in Kielce statt.

Der Tabellenerste qualifizierte sich für die Gruppe B in der Gruppenphase. Die anderen zwei nahmen an der 2. Runde im EHF-Pokal teil.
| Pl. | Mannschaft       | Sp. | S | U | N | T  | GT | Diff | Pkt   |
| --- | ---------------- | --- | - | - | - | -- | -- | ---- | ----- |
| 1.  | KS Vive Kielce   | 2   | 2 | 0 | 0 | 70 | 54 | + 16 | 4 : 0 |
| 2.  | Tatran Prešov    | 2   | 1 | 0 | 1 | 64 | 68 | − 04 | 2 : 2 |
| 3.  | FC Porto Vitalis | 0   | 0 | 0 | 2 | 53 | 65 | − 12 | 0 : 4 |

| 4. September 2009, Fr. 19:30 Uhr in Kielce, Hala Legionów | 3.100 Zuschauer Spielbericht | KS Vive Kielce Knudsen 6    | 32 : 23 (14 : 09) | FC Porto Vitalis 5 Davyes |
| 5. September 2009, Sa. 18:30 Uhr in Kielce, Hala Legionów | 500 Zuschauer Spielbericht   | FC Porto Vitalis Pereira 9  | 30 : 33 (11 : 15) | Tatran Prešov 9 Antl      |
| 6. September 2009, So. 14:15 Uhr in Kielce, Hala Legionów | -.--- Zuschauer Spielbericht | Tatran Prešov Tumidalsky 11 | 31 : 38 (15 : 21) | KS Vive Kielce 8 Jurasik  |

### Gruppe W
Das Turnier der Gruppe W fand vom 4. September bis zum 6. September in der Palacio Municipal in León statt.

Der Tabellenerste qualifizierte sich für die Gruppe D in der Gruppenphase. Die anderen drei nahmen an der 3. Runde im EHF-Pokal teil.
| Pl. | Mannschaft            | Sp. | S | U | N | T  | GT | Diff | Pkt   |
| --- | --------------------- | --- | - | - | - | -- | -- | ---- | ----- |
| 1.  | Ademar León           | 3   | 2 | 1 | 0 | 84 | 73 | + 11 | 5 : 1 |
| 2.  | Kadetten Schaffhausen | 3   | 2 | 1 | 0 | 88 | 83 | + 05 | 5 : 1 |
| 3.  | RK Celje              | 3   | 1 | 0 | 2 | 80 | 84 | − 04 | 2 : 4 |
| 4.  | TBV Lemgo             | 3   | 0 | 0 | 3 | 77 | 89 | − 12 | 0 : 6 |

| 4. September 2009, Fr. 18:45 Uhr in León, Palacio Municipal | 1.200 Zuschauer Spielbericht | TBV Lemgo Kraus 6               | 29 : 30 (14 : 13) | Kadetten Schaffhausen 9 Liniger |
| 4. September 2009, Fr. 20:45 Uhr in León, Palacio Municipal | 4.000 Zuschauer Spielbericht | Ademar León Buntić 5            | 26 : 25 (12 : 12) | RK Celje 7 Toskić               |
| 5. September 2009, Sa. 18:45 Uhr in León, Palacio Municipal | 4.000 Zuschauer Spielbericht | Kadetten Schaffhausen Patrail 6 | 27 : 27 (15 : 14) | Ademar León 6 Doder             |
| 5. September 2009, Sa. 20:45 Uhr in León, Palacio Municipal | 1.500 Zuschauer Spielbericht | RK Celje Dacevic 6              | 28 : 27 (13 : 12) | TBV Lemgo 7 Preiß               |
| 6. September 2009, So. 16:30 Uhr in León, Palacio Municipal | 2.200 Zuschauer Spielbericht | RK Celje Vugrinec 7             | 27 : 31 (12 : 13) | Kadetten Schaffhausen 8 Liniger |
| 6. September 2009, So. 18:30 Uhr in León, Palacio Municipal | 4.500 Zuschauer Spielbericht | Ademar León Buntić 9            | 31 : 21 (17 : 10) | TBV Lemgo 4 Strobel             |

## Gruppenphase
Die Auslosung der Gruppenphase fand am 18. Juni 2009 um 11:00 Uhr (UTC+2) in Wien statt.
Es nahmen die 5 Sieger der Qualifikation und die 19 Mannschaften die sich vorher für den Wettbewerb qualifiziert hatten, teil.

### Qualifizierte Teams
| Topf 1: - BM Ciudad Real (1. Spanische Liga) - THW Kiel (1. Deutsche Liga) - KC Veszprém (1. Ungarische Liga) - Medwedi Tschechow (1. Russische Liga) | Topf 2: - RK Zagreb (1. Kroatische Liga) - KIF Kolding (1. Dänische Liga) - Montpellier HB (1. Französische Liga) - RK Velenje (1. Slowenische Liga) |

| Topf 3: - FC Barcelona (2. Spanische Liga) - Chambéry Savoie HB (2. Französische Liga) - HSV Hamburg (2. Deutsche Liga) - SC Szeged (2. Ungarische Liga) | Topf 4: - FCK Håndbold (2. Dänische Liga) - BM Valladolid (3. Spanische Liga) - Rhein-Neckar Löwen (3. Deutsche Liga) - Ademar León (Sieger Gruppe W Q1) |

| Topf 5: - HC Bosna Sarajevo (1. Bosnische Liga) - HCM Constanța (1. Rumänische Liga) - ZMC Amicitia Zürich (1. Schweizer Liga) - Alingsås HK (1. Schwedische Liga) | Topf 6: - HC Vardar Skopje (Sieger Gruppe A Q1) - A.C. PAOK (Sieger Gruppe B Q1) - Fyllingen Håndball (Sieger Gruppe C Q1) - KS Vive Kielce (Sieger Gruppe D Q1) |

### Gruppen
| Gruppe A Medwedi Tschechow Montpellier HB SC Szeged BM Valladolid HCM Constanța A.C. PAOK | Gruppe B KC Veszprém RK Velenje Chambéry Savoie HB Rhein-Neckar Löwen HC Bosna Sarajevo KS Vive Kielce | Gruppe C BM Ciudad Real HC Croatia Zagreb HSV Hamburg FCK Håndbold Alingsås HK Fyllingen Håndball | Gruppe D THW Kiel KIF Kolding FC Barcelona Ademar León ZMC Amicitia Zürich RK Vardar Skopje |

### Entscheidungen
|  | Teilnahme am Achtelfinale |

### Gruppe A
| Pl. | Mannschaft        | Sp. | S | U | N | T   | GT  | Diff  | Pkt     |
| --- | ----------------- | --- | - | - | - | --- | --- | ----- | ------- |
| 1.  | Montpellier HB    | 10  | 8 | 1 | 1 | 330 | 259 | + 071 | 17 : 03 |
| 2.  | Medwedi Tschechow | 10  | 6 | 2 | 2 | 344 | 282 | + 062 | 14 : 06 |
| 3.  | BM Valladolid     | 10  | 4 | 4 | 2 | 301 | 279 | + 022 | 12 : 08 |
| 4.  | HCM Constanța     | 10  | 4 | 1 | 5 | 285 | 301 | − 016 | 09 : 11 |
| 5.  | SC Szeged         | 10  | 2 | 2 | 6 | 287 | 307 | − 020 | 06 : 14 |
| 6.  | A.C. PAOK         | 10  | 1 | 0 | 9 | 236 | 355 | − 119 | 02 : 18 |

| 30. September 2009, Mi. 19:00 Uhr in Buzău, Romeo Iamandi                       | 1.600 Zuschauer Spielbericht | HCM Constanța Toma 6           | 23 : 26 (10 : 14) | BM Valladolid 7 Entrerríos          |
| 3. Oktober 2009, Sa. 17:15 Uhr in Szeged, Varosi Sportcsarnok                   | 2.000 Zuschauer Spielbericht | SC Szeged Katzirz 10           | 32 : 32 (15 : 16) | Medwedi Tschechow 7 Kowaljow        |
| 4. Oktober 2009, So. 17:00 Uhr in Montpellier, Palais des Sports René Bougnol   | 3.000 Zuschauer Spielbericht | Montpellier HB Guigou 8        | 46 : 20 (20 : 08) | A.C. PAOK 6 Evangelidis             |
| 8. Oktober 2009, Do. 19:00 Uhr in Buzău, Romeo Iamandi                          | 1.800 Zuschauer Spielbericht | HCM Constanța Schuch 8         | 37 : 33 (17 : 18) | Montpellier HB 7 Tej                |
| 10. Oktober 2009, Sa. 17:15 Uhr in Szeged, Varosi Sportcsarnok                  | 1.400 Zuschauer Spielbericht | SC Szeged Kos 6                | 27 : 24 (15 : 13) | A.C. PAOK 5 Evangelidis             |
| 11. Oktober 2009, So. 17:30 Uhr in Valladolid, Polideportivo Huerta del Rey     | 4.000 Zuschauer Spielbericht | BM Valladolid Tvedten 10       | 34 : 34 (17 : 19) | Medwedi Tschechow 7 Schelmenko      |
| 15. Oktober 2009, Do. 19:00 Uhr in Tschechow, Sporthall Olimpijski              | 2.500 Zuschauer Spielbericht | Medwedi Tschechow Rastworzew 8 | 37 : 25 (18 : 09) | A.C. PAOK 11 Riganas                |
| 17. Oktober 2009, Sa. 16:15 Uhr in Buzău, Romeo Iamandi                         | 1.800 Zuschauer Spielbericht | HCM Constanța Toma 9           | 32 : 30 (17 : 16) | SC Szeged 9 Katzirz                 |
| 18. Oktober 2009, So. 19:30 Uhr in Valladolid, Polideportivo Huerta del Rey     | 4.000 Zuschauer Spielbericht | BM Valladolid Entrerríos 6     | 21 : 26 (09 : 09) | Montpellier HB 7 Kavtičnik          |
| 4. November 2009, Mi. 20:00 Uhr in Pylaia, PAOK Sports Arena                    | 1.000 Zuschauer Spielbericht | A.C. PAOK Riganas 8            | 26 : 30 (12 : 16) | HCM Constanța 10 Csepreghi          |
| 8. November 2009, So. 16:15 Uhr in Szeged, Varosi Sportcsarnok                  | 2.200 Zuschauer Spielbericht | SC Szeged Katzirz 7            | 23 : 30 (12 : 15) | BM Valladolid 7 Entrerríos          |
| 8. November 2009, So. 17:00 Uhr in Montpellier, Palais des Sports René Bougnol  | 3.000 Zuschauer Spielbericht | Montpellier HB Karabatić 8     | 33 : 28 (19 : 14) | Medwedi Tschechow 6 Dibirow         |
| 11. November 2009, Mi. 20:00 Uhr in Pylaia, PAOK Sports Arena                   | 1.100 Zuschauer Spielbericht | A.C. PAOK Kokonis 7            | 27 : 37 (11 : 23) | BM Valladolid 17 Martinez de la Cal |
| 15. November 2009, So. 17:00 Uhr in Montpellier, Palais des Sports René Bougnol | 3.000 Zuschauer Spielbericht | Montpellier HB Tej 7           | 30 : 23 (14 : 09) | SC Szeged 5 Nenadić                 |
| 15. November 2009, So. 19:00 Uhr in Buzău, Romeo Iamandi                        | 1.800 Zuschauer Spielbericht | HCM Constanța Toma 7           | 22 : 28 (11 : 14) | Medwedi Tschechow 7 Kowaljow        |
| 19. November 2009, Do. 19:00 Uhr in Tschechow, Sporthall Olimpijski             | 2.000 Zuschauer Spielbericht | Medwedi Tschechow Rastworzew 8 | 37 : 32 (17 : 19) | HCM Constanța 9 Toma                |
| 21. November 2009, Sa. 20:00 Uhr in Valladolid, Polideportivo Huerta del Rey    | 3.000 Zuschauer Spielbericht | BM Valladolid Perales Perez 6  | 38 : 19 (16 : 09) | A.C. PAOK 4 Evangelidis             |
| 22. November 2009, So. 17:15 Uhr in Szeged, Varosi Sportcsarnok                 | 2.800 Zuschauer Spielbericht | SC Szeged Krivokapić 5         | 26 : 33 (15 : 16) | Montpellier HB 9 Karabatić          |
| 10. Februar 2010, Mi. 20:00 Uhr in Pylaia, PAOK Sports Arena                    | 800 Zuschauer Spielbericht   | A.C. PAOK Evangelidis 7        | 27 : 26 (17 : 17) | SC Szeged 14 Žvižej                 |
| 10. Februar 2010, Mi. 20:30 Uhr in Montpellier, Palais des Sports René Bougnol  | 3.000 Zuschauer Spielbericht | Montpellier HB Karabatić 8     | 37 : 24 (18 : 09) | HCM Constanța 6 Toma                |
| 11. Februar 2010, Do. 19:00 Uhr in Tschechow, Sporthall Olimpijski              | 3.000 Zuschauer Spielbericht | Medwedi Tschechow Rastworzew 8 | 36 : 24 (16 : 12) | BM Valladolid 6 Entrerríos          |
| 17. Februar 2010, Mi. 20:00 Uhr in Pylaia, PAOK Sports Arena                    | 800 Zuschauer Spielbericht   | A.C. PAOK Sevastidis 7         | 23 : 34 (10 : 19) | Montpellier HB 7 Kavtičnik          |
| 20. Februar 2010, Sa. 17:00 Uhr in Tschechow, Sporthall Olimpijski              | 3.000 Zuschauer Spielbericht | Medwedi Tschechow Kowaljow 9   | 39 : 30 (20 : 12) | SC Szeged 10 Katzirz                |
| 20. Februar 2010, Sa. 18:00 Uhr in Valladolid, Polideportivo Huerta del Rey     | 4.500 Zuschauer Spielbericht | BM Valladolid Tvedten 9        | 26 : 26 (15 : 11) | HCM Constanța 8 Toma                |
| 25. Februar 2010, Do. 19:00 Uhr in Tschechow, Sporthall Olimpijski              | 3.000 Zuschauer Spielbericht | Medwedi Tschechow Tschipurin 7 | 27 : 28 (11 : 16) | Montpellier HB 6 Kavtičnik          |
| 27. Februar 2010, Sa. 16:15 Uhr in Buzău, Romeo Iamandi                         | 1.800 Zuschauer Spielbericht | HCM Constanța Toma 13          | 34 : 23 (14 : 09) | A.C. PAOK 6 Evangelidis             |
| 27. Februar 2010, Sa. 19:00 Uhr in Valladolid, Polideportivo Huerta del Rey     | 4.800 Zuschauer Spielbericht | BM Valladolid Entrerríos 8     | 35 : 35 (13 : 19) | SC Szeged 8 Katzirz                 |
| 3. März 2010, Mi. 20:00 Uhr in Pylaia, PAOK Sports Arena                        | 200 Zuschauer Spielbericht   | A.C. PAOK Markovic 8           | 22 : 46 (12 : 24) | Medwedi Tschechow 8 Filippow        |
| 7. März 2010, So. 17:00 Uhr in Montpellier, Palais des Sports René Bougnol      | 3.000 Zuschauer Spielbericht | Montpellier HB Karabatić 12    | 30 : 30 (15 : 16) | BM Valladolid 6 Gurbindo            |
| 7. März 2010, So. 17:15 Uhr in Szeged, Varosi Sportcsarnok                      | 3.200 Zuschauer Spielbericht | SC Szeged Žvižej 11            | 35 : 25 (14 : 17) | HCM Constanța 6 Sabou               |

### Gruppe B
| Pl. | Mannschaft         | Sp. | S | U | N | T   | GT  | Diff | Pkt     |
| --- | ------------------ | --- | - | - | - | --- | --- | ---- | ------- |
| 1.  | KC Veszprém        | 10  | 9 | 0 | 1 | 305 | 252 | + 53 | 18 : 02 |
| 2.  | Rhein-Neckar Löwen | 10  | 7 | 2 | 1 | 325 | 286 | + 39 | 16 : 04 |
| 3.  | KS Vive Kielce     | 10  | 4 | 1 | 5 | 291 | 287 | + 04 | 09 : 11 |
| 4.  | RK Velenje         | 10  | 3 | 1 | 6 | 281 | 298 | − 17 | 07 : 13 |
| 5.  | Chambéry Savoie HB | 10  | 2 | 1 | 7 | 248 | 282 | − 34 | 05 : 15 |
| 6.  | RK Bosna Sarajevo  | 10  | 2 | 1 | 7 | 249 | 294 | − 45 | 05 : 15 |

| 3. Oktober 2009, Sa. 17:30 Uhr in Sarajevo, Olympiahalle Zetra   | 2.000 Zuschauer Spielbericht | RK Bosna Sarajevo Doborac 7     | 24 : 23 (13 : 12) | Chambéry Savoie HB 5 Császár     |
| 3. Oktober 2009, Sa. 19:20 Uhr in Kielce, Hala Legionów          | 4.000 Zuschauer Spielbericht | KS Vive Kielce Knudsen 15       | 23 : 21 (09 : 13) | RK Velenje 4 Kavaš               |
| 4. Oktober 2009, So. 16:30 Uhr in Karlsruhe, Europahalle         | 3.000 Zuschauer Spielbericht | Rhein-Neckar Löwen Sigurðsson 7 | 32 : 29 (17 : 14) | KC Veszprém 8 Vujin              |
| 8. Oktober 2009, Do. 19:15 Uhr in Karlsruhe, Europahalle         | 3.100 Zuschauer Spielbericht | Rhein-Neckar Löwen Bielecki 10  | 29 : 29 (17 : 15) | KS Vive Kielce 9 Stojković       |
| 11. Oktober 2009, So. 17:30 Uhr in Chambéry, Le Phare            | 3.500 Zuschauer Spielbericht | Chambéry Savoie HB Joli 6       | 19 : 29 (10 : 16) | KC Veszprém 6 Vujin              |
| 11. Oktober 2009, So. 18:00 Uhr in Velenje, Rdeca Dvorana        | 1.700 Zuschauer Spielbericht | RK Velenje Čupić 7              | 30 : 29 (15 : 17) | RK Bosna Sarajevo 7 Doborac      |
| 17. Oktober 2009, Sa. 17:15 Uhr in Veszprém, Veszprém Aréna      | 4.900 Zuschauer Spielbericht | KC Veszprém Sulić 7             | 33 : 26 (16 : 11) | KS Vive Kielce 7 Stojković       |
| 18. Oktober 2009, So. 15:30 Uhr in Chambéry, Le Phare            | 3.300 Zuschauer Spielbericht | Chambéry Savoie HB Roine 13     | 28 : 24 (14 : 09) | RK Velenje 6 Čupić               |
| 18. Oktober 2009, So. 15:30 Uhr in Sarajevo, Olympiahalle Zetra  | 2.500 Zuschauer Spielbericht | RK Bosna Sarajevo Doborac 7     | 24 : 39 (10 : 20) | Rhein-Neckar Löwen 10 Gensheimer |
| 5. November 2009, Do. 19:00 Uhr in Karlsruhe, Europahalle        | 3.300 Zuschauer Spielbericht | Rhein-Neckar Löwen Gensheimer 7 | 31 : 31 (16 : 13) | Chambéry Savoie HB 8 Roine       |
| 7. November 2009, Sa. 18:00 Uhr in Kielce, Hala Legionów         | 4.000 Zuschauer Spielbericht | KS Vive Kielce Stojković 11     | 34 : 30 (15 : 15) | RK Bosna Sarajevo 9 Banić        |
| 7. November 2009, Sa. 18:15 Uhr in Velenje, Rdeca Dvorana        | 1.800 Zuschauer Spielbericht | RK Velenje Čupić 9              | 27 : 28 (14 : 13) | KC Veszprém 6 Terzić             |
| 11. November 2009, Mi. 19:00 Uhr in Karlsruhe, Europahalle       | 3.000 Zuschauer Spielbericht | Rhein-Neckar Löwen Sigurðsson 7 | 33 : 30 (17 : 15) | RK Velenje 8 Čupić               |
| 14. November 2009, Sa. 17:15 Uhr in Veszprém, Veszprém Aréna     | 5.000 Zuschauer Spielbericht | KC Veszprém Sulić 7             | 35 : 18 (22 : 07) | RK Bosna Sarajevo 4 Doborac      |
| 14. November 2009, Sa. 19:15 Uhr in Kielce, Hala Legionów        | 4.000 Zuschauer Spielbericht | KS Vive Kielce Jurasik 7        | 31 : 22 (14 : 12) | Chambéry Savoie HB 5 Joli        |
| 19. November 2009, Do. 20:30 Uhr in Chambéry, Le Phare           | 3.200 Zuschauer Spielbericht | Chambéry Savoie HB Roine 6      | 24 : 31 (15 : 14) | KS Vive Kielce 7 Rosiński        |
| 21. November 2009, Sa. 17:30 Uhr in Sarajevo, Olympiahalle Zetra | 1.500 Zuschauer Spielbericht | RK Bosna Sarajevo Doborac 9     | 20 : 24 (07 : 13) | KC Veszprém 6 Iváncsik           |
| 22. November 2009, So. 15:30 Uhr in Velenje, Rdeca Dvorana       | 1.400 Zuschauer Spielbericht | RK Velenje Harmandić 7          | 29 : 37 (12 : 19) | Rhein-Neckar Löwen 9 Gensheimer  |
| 13. Februar 2010, Sa. 16:00 Uhr in Kielce, Hala Legionów         | 4.000 Zuschauer Spielbericht | KS Vive Kielce Jurasik 7        | 32 : 35 (19 : 15) | Rhein-Neckar Löwen 10 Gensheimer |
| 13. Februar 2010, Sa. 17:15 Uhr in Veszprém, Veszprém Aréna      | 5.000 Zuschauer Spielbericht | KC Veszprém Šešum 8             | 31 : 26 (19 : 13) | Chambéry Savoie HB 7 Császár     |
| 13. Februar 2010, Sa. 17:30 Uhr in Sarajevo, Olympiahalle Zetra  | 2.500 Zuschauer Spielbericht | RK Bosna Sarajevo Doborac 9     | 31 : 31 (17 : 15) | RK Velenje 6 Čupić               |
| 17. Februar 2010, Mi. 17:00 Uhr in Velenje, Rdeca Dvorana        | 1.000 Zuschauer Spielbericht | RK Velenje Čupić 10             | 36 : 35 (17 : 17) | KS Vive Kielce 11 Stojković      |
| 21. Februar 2010, So. 15:00 Uhr in Veszprém, Veszprém Aréna      | 5.000 Zuschauer Spielbericht | KC Veszprém Iváncsik 9          | 34 : 30 (17 : 12) | Rhein-Neckar Löwen 11 Gensheimer |
| 21. Februar 2010, So. 17:00 Uhr in Chambéry, Le Phare            | 4.000 Zuschauer Spielbericht | Chambéry Savoie HB Busselier 6  | 27 : 24 (13 : 10) | RK Bosna Sarajevo 5 Arnaudovski  |
| 27. Februar 2010, Sa. 17:15 Uhr in Veszprém, Veszprém Aréna      | 5.000 Zuschauer Spielbericht | KC Veszprém Eklemović 6         | 30 : 25 (15 : 11) | RK Velenje 5 Čupić               |
| 27. Februar 2010, Sa. 17:30 Uhr in Sarajevo, Olympiahalle Zetra  | 500 Zuschauer Spielbericht   | RK Bosna Sarajevo Kapisoda 5    | 25 : 21 (09 : 10) | KS Vive Kielce 6 Knudsen         |
| 28. Februar 2010, So. 17:00 Uhr in Chambéry, Le Phare            | 4.200 Zuschauer Spielbericht | Chambéry Savoie HB Roine 5      | 24 : 29 (13 : 12) | Rhein-Neckar Löwen 9 Gensheimer  |
| 6. März 2010, Sa. 16:00 Uhr in Kielce, Hala Legionów             | 4.000 Zuschauer Spielbericht | KS Vive Kielce Jurasik 6        | 29 : 32 (14 : 14) | KC Veszprém 9 Iváncsik           |
| 6. März 2010, Sa. 18:15 Uhr in Karlsruhe, Europahalle            | 3.300 Zuschauer Spielbericht | Rhein-Neckar Löwen Myrhol 6     | 30 : 24 (13 : 11) | RK Bosna Sarajevo 8 Kapisoda     |
| 6. März 2010, Sa. 20:15 Uhr in Velenje, Rdeca Dvorana            | 2.000 Zuschauer Spielbericht | RK Velenje Rnić 5               | 28 : 24 (18 : 11) | Chambéry Savoie HB 6 Joli        |

### Gruppe C
| Pl. | Mannschaft         | Sp. | S  | U | N  | T   | GT  | Diff  | Pkt     |
| --- | ------------------ | --- | -- | - | -- | --- | --- | ----- | ------- |
| 1.  | BM Ciudad Real     | 10  | 10 | 0 | 0  | 321 | 241 | + 080 | 20 : 0  |
| 2.  | HSV Hamburg        | 10  | 8  | 0 | 2  | 346 | 259 | + 087 | 16 : 04 |
| 3.  | HC Croatia Zagreb  | 10  | 6  | 0 | 4  | 292 | 266 | + 026 | 12 : 08 |
| 4.  | FCK Håndbold       | 10  | 4  | 0 | 6  | 276 | 281 | − 05  | 08 : 12 |
| 5.  | Alingsås HK        | 10  | 2  | 0 | 8  | 251 | 302 | − 051 | 04 : 16 |
| 6.  | Fyllingen Håndball | 10  | 0  | 0 | 10 | 214 | 351 | − 137 | 0 : 20  |

| 3. Oktober 2009, Sa. 16:15 Uhr in Bergen, Haukelandshallen        | 2.800 Zuschauer Spielbericht  | Fyllingen Håndball Gjeitrem 6       | 22 : 29 (09 : 15) | HC Croatia Zagreb 10 Lazarov             |
| 3. Oktober 2009, Sa. 17:00 Uhr in Hamburg, Sporthalle Hamburg     | 3.300 Zuschauer Spielbericht  | HSV Hamburg M. Lijewski 7           | 35 : 25 (20 : 12) | Alingsås HK 6 Iveland                    |
| 3. Oktober 2009, Sa. 20:30 Uhr in Ciudad Real, Quijote Arena      | 3.200 Zuschauer Spielbericht  | BM Ciudad Real García Parrondo 5    | 34 : 22 (15 : 09) | FCK Håndbold 4 Atlason                   |
| 7. Oktober 2009, Mi. 18:00 Uhr in Zagreb, Arena Zagreb            | 8.000 Zuschauer Spielbericht  | HC Croatia Zagreb Lazarov 8         | 30 : 21 (17 : 09) | Alingsås HK 5 Bliznac                    |
| 7. Oktober 2009, Mi. 18:30 Uhr in Hamburg, Color Line Arena       | 7.340 Zuschauer Spielbericht  | HSV Hamburg Lindberg 7              | 26 : 32 (13 : 15) | BM Ciudad Real 6 Cañellas Reixach        |
| 11. Oktober 2009, So. 15:50 Uhr in Farum, Farum Arena             | 900 Zuschauer Spielbericht    | FCK Håndbold Boquist 7              | 35 : 21 (17 : 08) | Fyllingen Håndball 5 Holand              |
| 17. Oktober 2009, Sa. 16:10 Uhr in Trollhättan, Älvhögsborg       | 1.300 Zuschauer Spielbericht  | Alingsås HK Berg 6                  | 21 : 33 (09 : 15) | FCK Håndbold 10 Koren                    |
| 17. Oktober 2009, Sa. 19:00 Uhr in Ciudad Real, Quijote Arena     | 3.200 Zuschauer Spielbericht  | BM Ciudad Real Abalo 6              | 40 : 24 (18 : 12) | Fyllingen Håndball 7 Pettersen           |
| 18. Oktober 2009, So. 17:30 Uhr in Hamburg, Color Line Arena      | 7.500 Zuschauer Spielbericht  | HSV Hamburg Vori 7                  | 35 : 26 (14 : 12) | HC Croatia Zagreb 6 Lazarov              |
| 7. November 2009, Sa. 16:15 Uhr in Bergen, Framohallen            | 1.200 Zuschauer Spielbericht  | Fyllingen Håndball Gjeitrem 6       | 26 : 28 (13 : 14) | Alingsås HK 9 Petersson                  |
| 7. November 2009, Sa. 18:00 Uhr in Ciudad Real, Quijote Arena     | 3.900 Zuschauer Spielbericht  | BM Ciudad Real Fernandez 7          | 32 : 27 (15 : 12) | HC Croatia Zagreb 7 Lazarov              |
| 8. November 2009, So. 15:55 Uhr in Farum, Farum Arena             | 1.600 Zuschauer Spielbericht  | FCK Håndbold Atlason 5              | 27 : 34 (16 : 20) | HSV Hamburg 11 Vori                      |
| 14. November 2009, Sa. 16:10 Uhr in Jönköping, Kinnarps Arena     | 4.700 Zuschauer Spielbericht  | Alingsås HK Bliznac 7               | 24 : 26 (10 : 14) | BM Ciudad Real 6 Aguinagalde Aquizu      |
| 14. November 2009, Sa. 16:15 Uhr in Bergen, Framohallen           | 800 Zuschauer Spielbericht    | Fyllingen Håndball Gjeitrem 6       | 17 : 48 (10 : 25) | HSV Hamburg 8 Lindberg                   |
| 15. November 2009, So. 15:55 Uhr in Farum, Farum Arena            | 1.400 Zuschauer Spielbericht  | FCK Håndbold Atterhäll 12           | 28 : 29 (15 : 18) | HC Croatia Zagreb 9 Lazarov              |
| 21. November 2009, Sa. 15:30 Uhr in Trollhättan, Älvhögsborg      | 2.000 Zuschauer Spielbericht  | Alingsås HK Petersson 5             | 23 : 32 (10 : 16) | HC Croatia Zagreb 9 Lazarov              |
| 21. November 2009, Sa. 18:15 Uhr in Bergen, Haukelandshallen      | 600 Zuschauer Spielbericht    | Fyllingen Håndball Pettersen 5      | 19 : 28 (11 : 15) | FCK Håndbold 6 Mamelund                  |
| 22. November 2009, So. 17:30 Uhr in Ciudad Real, Quijote Arena    | 4.800 Zuschauer Spielbericht  | BM Ciudad Real Aguinagalde Aquizu 5 | 30 : 28 (14 : 12) | HSV Hamburg 6 K. Lijewski                |
| 11. Februar 2010, Do. 20:15 Uhr in Hamburg, Sporthalle Hamburg    | 2.400 Zuschauer Spielbericht  | HSV Hamburg Lindberg 11             | 37 : 21 (17 : 13) | Fyllingen Håndball 7 Pettersen           |
| 13. Februar 2009, Sa. 16:30 Uhr in Ciudad Real, Quijote Arena     | 2.700 Zuschauer Spielbericht  | BM Ciudad Real Jewdokimow 8         | 28 : 24 (14 : 10) | Alingsås HK 4 Andersson                  |
| 13. Februar 2010, Sa. 18:00 Uhr in Zagreb, Arena Zagreb           | 8.500 Zuschauer Spielbericht  | HC Croatia Zagreb Štrlek 7          | 31 : 22 (17 : 07) | FCK Håndbold 6 Atterhäll                 |
| 20. Februar 2010, Sa. 16:10 Uhr in Trollhättan, Älvhögsborg       | 800 Zuschauer Spielbericht    | Alingsås HK Bernhardsson 5          | 27 : 37 (13 : 17) | HSV Hamburg 7 Duvnjak                    |
| 20. Februar 2010, Sa. 18:00 Uhr in Zagreb, Arena Zagreb           | 8.000 Zuschauer Spielbericht  | HC Croatia Zagreb Lazarov 10        | 35 : 23 (16 : 11) | Fyllingen Håndball 8 Gjeitrem            |
| 21. Februar 2010, So. 15:50 Uhr in Farum, Farum Arena             | 1.300 Zuschauer Spielbericht  | FCK Håndbold Atterhäll 4            | 25 : 33 (10 : 15) | BM Ciudad Real 5 A. Entrerríos Rodríguez |
| 27. Februar 2010, Sa. 16:10 Uhr in Trollhättan, Älvhögsborg       | 800 Zuschauer Spielbericht    | Alingsås HK Petersson 9             | 32 : 24 (16 : 09) | Fyllingen Håndball 6 Gjeitrem            |
| 27. Februar 2010, Sa. 16:40 Uhr in Hamburg, Sporthalle Hamburg    | 3.800 Zuschauer Spielbericht  | HSV Hamburg Flohr 6                 | 33 : 25 (14 : 15) | FCK Håndbold 7 Mamelund                  |
| 28. Februar 2009, So. 18:00 Uhr in Zagreb, Arena Zagreb           | 15.000 Zuschauer Spielbericht | HC Croatia Zagreb Lazarov 7         | 24 : 27 (11 : 15) | BM Ciudad Real 5 Jewdokimow              |
| 6. März 2010, Sa. 18:15 Uhr in Bergen, Framohallen                | 800 Zuschauer Spielbericht    | Fyllingen Håndball Benevoli 3       | 17 : 39 (10 : 23) | BM Ciudad Real 8 Aguinagalde Aquizu      |
| 7. März 2010, So. 15:50 Uhr in Fredriksberg, Frederiksberg Hallen | 500 Zuschauer Spielbericht    | FCK Håndbold Hammer 5               | 31 : 26 (16 : 11) | Alingsås HK 6 Bliznac                    |
| 7. März 2010, So. 18:00 Uhr in Zagreb, Arena Zagreb               | 15.000 Zuschauer Spielbericht | HC Croatia Zagreb Lazarov 7         | 29 : 33 (14 : 19) | HSV Hamburg 8 Duvnjak                    |

### Gruppe D
| Pl. | Mannschaft          | Sp. | S | U | N | T   | GT  | Diff | Pkt     |
| --- | ------------------- | --- | - | - | - | --- | --- | ---- | ------- |
| 1.  | THW Kiel            | 10  | 8 | 1 | 1 | 347 | 271 | + 76 | 17 : 03 |
| 2.  | FC Barcelona        | 10  | 8 | 1 | 1 | 341 | 279 | + 62 | 17 : 03 |
| 3.  | Ademar León         | 10  | 5 | 1 | 4 | 291 | 293 | − 02 | 11 : 09 |
| 4.  | KIF Kolding         | 10  | 4 | 3 | 3 | 287 | 288 | − 01 | 11 : 09 |
| 5.  | HC Vardar Skopje    | 10  | 1 | 1 | 8 | 253 | 316 | − 63 | 03 : 17 |
| 6.  | ZMC Amicitia Zürich | 10  | 0 | 1 | 9 | 254 | 326 | − 72 | 01 : 19 |

| 3. Oktober 2009, Sa. 18:15 Uhr in Zürich, Saalsporthalle                    | 1.300 Zuschauer Spielbericht  | ZMC Amicitia Zürich Behrends 11 | 27 : 39 (15 : 15) | FC Barcelona 8 Tomás               |
| 3. Oktober 2009, Sa. 18:30 Uhr in Skopje, Sportski centar Boris Trajkovski  | 4.500 Zuschauer Spielbericht  | HC Vardar Skopje Maraković 6    | 25 : 32 (10 : 13) | KIF Kolding 9 Schnuchel            |
| 4. Oktober 2009, So. 18:15 Uhr in Kiel, Sparkassen-Arena                    | 10.300 Zuschauer Spielbericht | THW Kiel Andersson 8            | 35 : 32 (17 : 15) | Ademar León 8 Buntić               |
| 10. Oktober 2009, Sa. 16:15 Uhr in Kolding, Kolding-Hallen                  | 2.100 Zuschauer Spielbericht  | KIF Kolding Spellerberg 6       | 35 : 27 (17 : 13) | ZMC Amicitia Zürich 5 Hess         |
| 10. Oktober 2009, Sa. 17:30 Uhr in León, Palacio de los Deportes de Leon    | 3.000 Zuschauer Spielbericht  | Ademar León Straňovský 10       | 37 : 28 (17 : 13) | HC Vardar Skopje 10 Djordjevic     |
| 11. Oktober 2009, So. 17:15 Uhr in Barcelona, Palau Blaugrana               | 4.000 Zuschauer Spielbericht  | FC Barcelona Tomás 6            | 27 : 30 (16 : 20) | THW Kiel 7 Jícha                   |
| 17. Oktober 2009, Sa. 17:00 Uhr in Barcelona, Palau Blaugrana               | 2.000 Zuschauer Spielbericht  | FC Barcelona Rutenka 12         | 46 : 36 (23 : 19) | KIF Kolding 12 Karlsson            |
| 17. Oktober 2009, Sa. 17:45 Uhr in Skopje, Sportski centar Boris Trajkovski | 4.000 Zuschauer Spielbericht  | HC Vardar Skopje Pecakovski 8   | 23 : 33 (12 : 14) | THW Kiel 9 Jícha                   |
| 17. Oktober 2009, Sa. 18:15 Uhr in Zürich, Saalsporthalle                   | 1.500 Zuschauer Spielbericht  | ZMC Amicitia Zürich Hess 7      | 27 : 30 (14 : 15) | Ademar León 6 Aguirrezabalaga      |
| 7. November 2009, Sa. 16:15 Uhr in Kolding, Kolding-Hallen                  | 3.000 Zuschauer Spielbericht  | KIF Kolding Sarup 6             | 31 : 31 (13 : 13) | THW Kiel 8 Zeitz                   |
| 7. November 2009, Sa. 16:15 Uhr in Barcelona, Palau Blaugrana               | 3.000 Zuschauer Spielbericht  | FC Barcelona García Lorenzana 7 | 28 : 22 (13 : 10) | Ademar León 3 Chernov              |
| 7. November 2009, Sa. 18:30 Uhr in Skopje, Sportski centar Boris Trajkovski | 2.000 Zuschauer Spielbericht  | HC Vardar Skopje Djordjevic 4   | 22 : 22 (14 : 10) | ZMC Amicitia Zürich 7 Behrends     |
| 11. November 2009, Mi. 18:30 Uhr in Skopje, SRC Kale                        | 2.000 Zuschauer Spielbericht  | HC Vardar Skopje Djordjevic 9   | 28 : 35 (17 : 16) | FC Barcelona 8 Hansen              |
| 14. November 2009, Sa. 17:30 Uhr in León, Palacio de los Deportes de Leon   | 4.500 Zuschauer Spielbericht  | Ademar León Martins da Costa 9  | 30 : 30 (18 : 15) | KIF Kolding 7 Karlsson             |
| 15. November 2009, So. 17:30 Uhr in Kiel, Sparkassen-Arena                  | 10.250 Zuschauer Spielbericht | THW Kiel Sprenger 9             | 42 : 24 (18 : 12) | ZMC Amicitia Zürich 8 Bašić        |
| 21. November 2009, Sa. 16:15 Uhr in Barcelona, Palau Blaugrana              | 2.000 Zuschauer Spielbericht  | FC Barcelona Tomás 8            | 35 : 28 (15 : 13) | HC Vardar Skopje 6 Pecakovski      |
| 21. November 2009, Sa. 18:15 Uhr in Zürich, Saalsporthalle                  | 2.700 Zuschauer Spielbericht  | ZMC Amicitia Zürich Behrends 8  | 26 : 34 (12 : 19) | THW Kiel 11 Lundström              |
| 22. November 2009, So. 14:00 Uhr in Kolding, Kolding-Hallen                 | 2.400 Zuschauer Spielbericht  | KIF Kolding Sarup 6             | 21 : 22 (10 : 11) | Ademar León 6 Kriwoschlykow        |
| 13. Februar 2010, Sa. 18:15 Uhr in Zürich, Saalsporthalle                   | 1.000 Zuschauer Spielbericht  | ZMC Amicitia Zürich Hess 5      | 23 : 26 (09 : 10) | KIF Kolding 6 Spellerberg          |
| 13. Februar 2010, Sa. 18:30 Uhr in Skopje, Sportski centar Boris Trajkovski | 2.900 Zuschauer Spielbericht  | HC Vardar Skopje Alusevski 7    | 24 : 31 (11 : 18) | Ademar León 9 Bičanić              |
| 14. Februar 2010, So. 16:30 Uhr in Kiel, Sparkassen-Arena                   | 10.100 Zuschauer Spielbericht | THW Kiel Jícha 10               | 30 : 32 (15 : 17) | FC Barcelona 6 Igropulo            |
| 20. Februar 2010, Sa. 16:15 Uhr in Kolding, Kolding-Hallen                  | 2.100 Zuschauer Spielbericht  | KIF Kolding Jensen 8            | 28 : 21 (15 : 09) | HC Vardar Skopje 5 Alusevski       |
| 20. Februar 2010, Sa. 16:15 Uhr in Barcelona, Palau Blaugrana               | 2.500 Zuschauer Spielbericht  | FC Barcelona Ugalde García 7    | 37 : 26 (18 : 11) | ZMC Amicitia Zürich 7 Kern         |
| 21. Februar 2010, So. 17:00 Uhr in León, Palacio de los Deportes de Leon    | 5.000 Zuschauer Spielbericht  | Ademar León Buntić 8            | 30 : 35 (17 : 18) | THW Kiel 10 Ilić                   |
| 27. Februar 2010, Sa. 15:00 Uhr in Kiel, Sparkassen-Arena                   | 10.000 Zuschauer Spielbericht | THW Kiel Ilić 9                 | 38 : 23 (20 : 10) | KIF Kolding 5 Karlsson             |
| 27. Februar 2010, Sa. 18:15 Uhr in Zürich, Saalsporthalle                   | 600 Zuschauer Spielbericht    | ZMC Amicitia Zürich Kern 7      | 24 : 31 (18 : 15) | HC Vardar Skopje 6 Stojanović      |
| 28. Februar 2010, So. 18:30 Uhr in León, Palacio de los Deportes de Leon    | 5.000 Zuschauer Spielbericht  | Ademar León Ortigosa 8          | 27 : 37 (12 : 20) | FC Barcelona 8 Hansen              |
| 6. März 2010, Sa. 16:15 Uhr in Kolding, Kolding-Hallen                      | 2.900 Zuschauer Spielbericht  | KIF Kolding Spellerberg 6       | 25 : 25 (10 : 12) | FC Barcelona 6 Romero Fernández    |
| 6. März 2010, Sa. 18:00 Uhr in León, Palacio de los Deportes de Leon        | 3.500 Zuschauer Spielbericht  | Ademar León Aguirrezabalaga 5   | 30 : 28 (16 : 11) | ZMC Amicitia Zürich 6 Klimciauskas |
| 7. März 2010, So. 15:45 Uhr in Kiel, Sparkassen-Arena                       | 10.000 Zuschauer Spielbericht | THW Kiel Anic 6                 | 39 : 23 (19 : 13) | HC Vardar Skopje 5 Pecakovski      |

## Achtelfinale

### Qualifizierte Teams
Für das Achtelfinale qualifiziert waren:
| Gruppen 1. Montpellier HB KC Veszprém BM Ciudad Real THW Kiel | Gruppen 2. Medwedi Tschechow Rhein-Neckar Löwen HSV Hamburg FC Barcelona | Gruppen 3. BM Valladolid KS Vive Kielce HC Croatia Zagreb Ademar León | Gruppen 4. HCM Constanța RK Velenje FCK Håndbold KIF Kolding |

### Ausgeloste Spiele & Ergebnisse
Die Auslosung des Achtelfinales fand am 9. März 2010 um 12:00 Uhr (GMZ+1) in Wien statt.
Im Achtelfinale traf immer ein Gruppenerster auf einen Gruppenvierten (= Hälfte A) und ein Gruppenzweiter auf einen Gruppendritten (= Hälfte B) einer anderen Gruppe.
Der Gruppenerste und Gruppenzweite hatte das Recht, das Rückspiel zu Hause auszutragen.
Die Hinspiele fanden am 27./28. März 2010 statt, die Rückspiele am 1./3./4. April 2010.
|          | Mannschaft 1                | Mannschaft 2                    | Hinspiel             | Rückspiel            | Gesamt  |
| -------- | --------------------------- | ------------------------------- | -------------------- | -------------------- | ------- |
| Hälfte A | KIF Kolding Oechsler 12     | Montpellier HB Tej 10           | 27.03. Sa. 14:00 Uhr | 03.04. Sa. 17:30 Uhr | 49 : 54 |
| Hälfte A | KIF Kolding Oechsler 12     | Montpellier HB Tej 10           | 26 : 26 (10 : 13)    | 23 : 28 (12 : 14)    | 49 : 54 |
| Hälfte A | KIF Kolding Oechsler 12     | Montpellier HB Tej 10           | 3.200 Zuschauer      | 3.000 Zuschauer      | 49 : 54 |
| Hälfte A | RK Velenje Šimić 11         | BM Ciudad Real Fernandez 10     | 28.03. So. 18:30 Uhr | 03.04. Sa. 18:00 Uhr | 54 : 66 |
| Hälfte A | RK Velenje Šimić 11         | BM Ciudad Real Fernandez 10     | 23 : 31 (09 : 14)    | 31 : 35 (15 : 18)    | 54 : 66 |
| Hälfte A | RK Velenje Šimić 11         | BM Ciudad Real Fernandez 10     | 1.800 Zuschauer      | 2.900 Zuschauer      | 54 : 66 |
| Hälfte A | FCK Håndbold Atterhäll 12   | THW Kiel Jícha 21               | 28.03. So. 15:50 Uhr | 04.04. So. 19:00 Uhr | 54 : 62 |
| Hälfte A | FCK Håndbold Atterhäll 12   | THW Kiel Jícha 21               | 31 : 33 (13 : 16)    | 23 : 29 (12 : 13)    | 54 : 62 |
| Hälfte A | FCK Håndbold Atterhäll 12   | THW Kiel Jícha 21               | 1.800 Zuschauer      | 10.000 Zuschauer     | 54 : 62 |
| Hälfte A | HCM Constanța Toma 19       | KC Veszprém Pérez 8             | 28.03. So. 16:15 Uhr | 03.04. Sa. 17:15 Uhr | 49 : 54 |
| Hälfte A | HCM Constanța Toma 19       | KC Veszprém Pérez 8             | 23 : 27 (09 : 12)    | 26 : 27 (08 : 14)    | 49 : 54 |
| Hälfte A | HCM Constanța Toma 19       | KC Veszprém Pérez 8             | 2.000 Zuschauer      | 5.100 Zuschauer      | 49 : 54 |
| Hälfte B | RK Zagreb Džomba 14         | FC Barcelona García 18          | 27.03. Sa. 18:00 Uhr | 03.04. Sa. 16:15 Uhr | 59 : 69 |
| Hälfte B | RK Zagreb Džomba 14         | FC Barcelona García 18          | 26 : 33 (12 : 17)    | 33 : 36 (18 : 17)    | 59 : 69 |
| Hälfte B | RK Zagreb Džomba 14         | FC Barcelona García 18          | 13.000 Zuschauer     | 4.000 Zuschauer      | 59 : 69 |
| Hälfte B | KS Vive Kielce Podsiadło 12 | HSV Hamburg Lindberg 16         | 27.03. Sa. 19:30 Uhr | 03.04. Sa. 15:30 Uhr | 54 : 57 |
| Hälfte B | KS Vive Kielce Podsiadło 12 | HSV Hamburg Lindberg 16         | 24 : 30 (15 : 17)    | 30 : 27 (16 : 15)    | 54 : 57 |
| Hälfte B | KS Vive Kielce Podsiadło 12 | HSV Hamburg Lindberg 16         | 4.000 Zuschauer      | 3.000 Zuschauer      | 54 : 57 |
| Hälfte B | BM Valladolid Entrerríos 11 | Rhein-Neckar Löwen Myrhol 17    | 27.03. Sa. 17:00 Uhr | 04.04. So. 17:15 Uhr | 62 : 67 |
| Hälfte B | BM Valladolid Entrerríos 11 | Rhein-Neckar Löwen Myrhol 17    | 29 : 30 (14 : 14)    | 33 : 37 (15 : 21)    | 62 : 67 |
| Hälfte B | BM Valladolid Entrerríos 11 | Rhein-Neckar Löwen Myrhol 17    | 4.200 Zuschauer      | 13.200 Zuschauer     | 62 : 67 |
| Hälfte B | Ademar León Bičanić 14      | Medwedi Tschechow Schelmenko 14 | 28.03. So. 19:30 Uhr | 01.04. Do. 19:00 Uhr | 61 : 66 |
| Hälfte B | Ademar León Bičanić 14      | Medwedi Tschechow Schelmenko 14 | 36 : 37 (20 : 18)    | 25 : 29 (14 : 15)    | 61 : 66 |
| Hälfte B | Ademar León Bičanić 14      | Medwedi Tschechow Schelmenko 14 | 4.000 Zuschauer      | 3.500 Zuschauer      | 61 : 66 |

## Viertelfinale

### Qualifizierte Teams
Für das Viertelfinale qualifiziert waren:
| Gruppen 1. Montpellier HB KC Veszprém BM Ciudad Real THW Kiel | Gruppen 2. Medwedi Tschechow Rhein-Neckar Löwen HSV Hamburg FC Barcelona |

### Ausgeloste Spiele & Ergebnisse
Die Auslosung der Viertelfinales fand am 6. April 2010 um 11:00 Uhr (GMZ+2) in Wien statt.
Im Viertelfinale traf immer eine Mannschaft aus Hälfte A auf eine Mannschaft aus Hälfte B des Achtelfinales.
Der Gruppenerste hatte das Recht, das Rückspiel zu Hause auszutragen.
Die Hinspiele fanden am 25./28. April 2010 statt, die Rückspiele am 1./2. Mai 2010.
| Mannschaft 1                   | Mannschaft 2                | Hinspiel             | Rückspiel            | Gesamt  |
| ------------------------------ | --------------------------- | -------------------- | -------------------- | ------- |
| HSV Hamburg Lindberg 9         | BM Ciudad Real Abalo 12     | 25.04. So. 17:15 Uhr | 02.05. So. 19:00 Uhr | 53 : 57 |
| HSV Hamburg Lindberg 9         | BM Ciudad Real Abalo 12     | 26 : 22 (11 : 08)    | 27 : 35 (11 : 18)    | 53 : 57 |
| HSV Hamburg Lindberg 9         | BM Ciudad Real Abalo 12     | 9.400 Zuschauer      | 5.200 Zuschauer      | 53 : 57 |
| Rhein-Neckar Löwen Bielecki 16 | THW Kiel Jícha 17           | 25.04. So. 19:00 Uhr | 02.05. So. 17:15 Uhr | 58 : 60 |
| Rhein-Neckar Löwen Bielecki 16 | THW Kiel Jícha 17           | 28 : 29 (13 : 15)    | 30 : 31 (13 : 12)    | 58 : 60 |
| Rhein-Neckar Löwen Bielecki 16 | THW Kiel Jícha 17           | 13.200 Zuschauer     | 10.300 Zuschauer     | 58 : 60 |
| Medwedi Tschechow Dibirow 15   | Montpellier HB Bojinović 18 | 28.04. Mi. 19:00 Uhr | 01.05. Sa. 19:00 Uhr | 64 : 63 |
| Medwedi Tschechow Dibirow 15   | Montpellier HB Bojinović 18 | 32 : 27 (18 : 13)    | 32 : 36 (14 : 12)    | 64 : 63 |
| Medwedi Tschechow Dibirow 15   | Montpellier HB Bojinović 18 | 3.500 Zuschauer      | 3.000 Zuschauer      | 64 : 63 |
| FC Barcelona García 21         | KC Veszprém Iváncsik 10     | 25.04. So. 16:45 Uhr | 01.05. Sa. 16:20 Uhr | 67 : 60 |
| FC Barcelona García 21         | KC Veszprém Iváncsik 10     | 33 : 27 (17 : 15)    | 34 : 33 (15 : 19)    | 67 : 60 |
| FC Barcelona García 21         | KC Veszprém Iváncsik 10     | 5.000 Zuschauer      | 5.100 Zuschauer      | 67 : 60 |

## Final Four

### Qualifizierte Teams
Für das Final Four qualifiziert waren:
| BM Ciudad Real THW Kiel Medwedi Tschechow FC Barcelona |

### Halbfinale
Die Auslosung des Halbfinales fand am 4. Mai 2010 in Köln statt.
Die Spiele des Halbfinales fanden am 29. Mai 2010 statt. Der Gewinner jeder Partie zog in das Finale der EHF Champions League 2010 ein.
| Mannschaft 1      | Endergebnis       | Mannschaft 2 | Datum & Zeit            |
| ----------------- | ----------------- | ------------ | ----------------------- |
| Medwedi Tschechow | 27 : 34 (11 : 17) | FC Barcelona | 29.05.10, Sa. 15:30 Uhr |
| BM Ciudad Real    | 27 : 29 (15 : 12) | THW Kiel     | 29.05.10, Sa. 18:00 Uhr |

#### 1. Halbfinale
29. Mai 2010 in Köln, Lanxess Arena, 18.679 Zuschauer.
Medwedi Tschechow: Oleg Grams, Jewhen Budko – Wassili Filippow (7), Michail Tschipurin (5), Timur Dibirow (5), Alexei Kamanin   (2), Dmitri Kowaljow (2), Serhij Schelmenko  (2), Andrei Starych (2), Witali Iwanow (1), Alexei Rastworzew (1), Samwel Aslanjan, Alexander Tschernoiwanow , Daniil Schischkarjow, Oleg Skopinzew, Oleg Sotow
FC Barcelona: Danijel Šarić, David Barrufet – Juanín García  (8), Jesper Nøddesbo (5), Siarhei Rutenka (4), Rubén Garabaya  (3), László Nagy (3), Daniel Sarmiento (3), Mikkel Hansen (2), Konstantin Igropulo   (2), Víctor Tomás (2), Albert Rocas (1), Iker Romero (1), Joachim Boldsen, Magnus Jernemyr , Marco Oneto 
Schiedsrichter:  Rickard Canbro & Mikael Claesson
Quelle: Spielbericht

#### 2. Halbfinale
29. Mai 2010 in Köln, Lanxess Arena, 18.679 Zuschauer.
BM Ciudad Real: Arpad Sterbik, José Javier Hombrados – Jonas Källman  (6), Jérôme Fernandez  (5), Julen Aguinagalde (3), Petar Metličić (3), Luc Abalo  (2), Alberto Entrerríos (2), Eric Gull (2), Chema Rodríguez (2), Joan Cañellas  (1), Roberto García Parrondo (1), David Davis, Didier Dinart  , Jegor Jewdokimow, Viran Morros
THW Kiel: Thierry Omeyer, Peter Gentzel, Andreas Palicka – Filip Jícha    (6), Christian Sprenger  (6), Marcus Ahlm (5), Christian Zeitz  (4), Daniel Narcisse (3), Momir Ilić  (2), Dominik Klein   (2), Aron Pálmarsson (1), Børge Lund  , Igor Anic, Henrik Lundström, Tobias Reichmann
Schiedsrichter:  Sorin-Laurentiu Dinu & Constantin Din
Quelle: Spielbericht

### Kleines Finale
Das Spiel um Platz 3 fand am 30. Mai 2010 statt. Der Gewinner der Partie wurde Drittplatzierter der EHF Champions League 2010.
| Mannschaft 1      | Endergebnis       | Mannschaft 2   | Datum & Zeit            |
| ----------------- | ----------------- | -------------- | ----------------------- |
| Medwedi Tschechow | 28 : 36 (15 : 19) | BM Ciudad Real | 30.05.10, So. 15:30 Uhr |

30. Mai 2010 in Köln, Lanxess Arena, 19.374 Zuschauer.
Medwedi Tschechow: Oleg Grams, Jewhen Budko – Michail Tschipurin (6), Timur Dibirow  (6), Samwel Aslanjan (5), Witali Iwanow (4), Wassili Filippow  (2), Andrei Starych  (2), Dmitri Kowaljow (1), Alexei Rastworzew    (1), Daniil Schischkarjow (1), Serhij Schelmenko, Alexander Tschernoiwanow, Alexei Kamanin , Oleg Skopinzew, Oleg Sotow
BM Ciudad Real: Arpad Sterbik, José Javier Hombrados – Julen Aguinagalde (7), Alberto Entrerríos (7), Jérôme Fernandez (7), Luc Abalo (4), Jonas Källman  (4), Joan Cañellas (3), Petar Metličić  (2), Didier Dinart   (1), Viran Morros (1), Roberto García Parrondo, David Davis , Chema Rodríguez, Jegor Jewdokimow, Eric Gull
Schiedsrichter:  Matija Gubica & Boris Milosevic
Quelle: Spielbericht

### Finale
Das Finale fand am 30. Mai 2010 statt. Der Gewinner der Partie wurde Sieger der EHF Champions League 2010.
| Mannschaft 1 | Endergebnis       | Mannschaft 2 | Datum & Zeit            |
| ------------ | ----------------- | ------------ | ----------------------- |
| FC Barcelona | 34 : 36 (20 : 17) | THW Kiel     | 30.05.10, So. 18:00 Uhr |

30. Mai 2010 in Köln, Lanxess Arena, 19.374 Zuschauer.
FC Barcelona: Danijel Šarić, David Barrufet – Juanín García (13), Jesper Nøddesbo (6), Siarhei Rutenka (4), Víctor Tomás (4), Iker Romero (2), Rubén Garabaya  (1), Mikkel Hansen (1), Konstantin Igropulo (1), László Nagy   (1), Daniel Sarmiento (1), Albert Rocas, Joachim Boldsen , Magnus Jernemyr  , Marco Oneto
THW Kiel: Thierry Omeyer, Peter Gentzel, Andreas Palicka – Filip Jícha  (11), Christian Zeitz   (6), Dominik Klein (5), Daniel Narcisse (4), Henrik Lundström (3), Igor Anic (2), Christian Sprenger (2), Marcus Ahlm  (1), Momir Ilić (1), Børge Lund  (1), Kim Andersson, Aron Pálmarsson, Tobias Reichmann
Schiedsrichter:  Lars Ejby Pedersen & Per Olesen
Quelle: Spielbericht

## Statistiken

### Torschützenliste

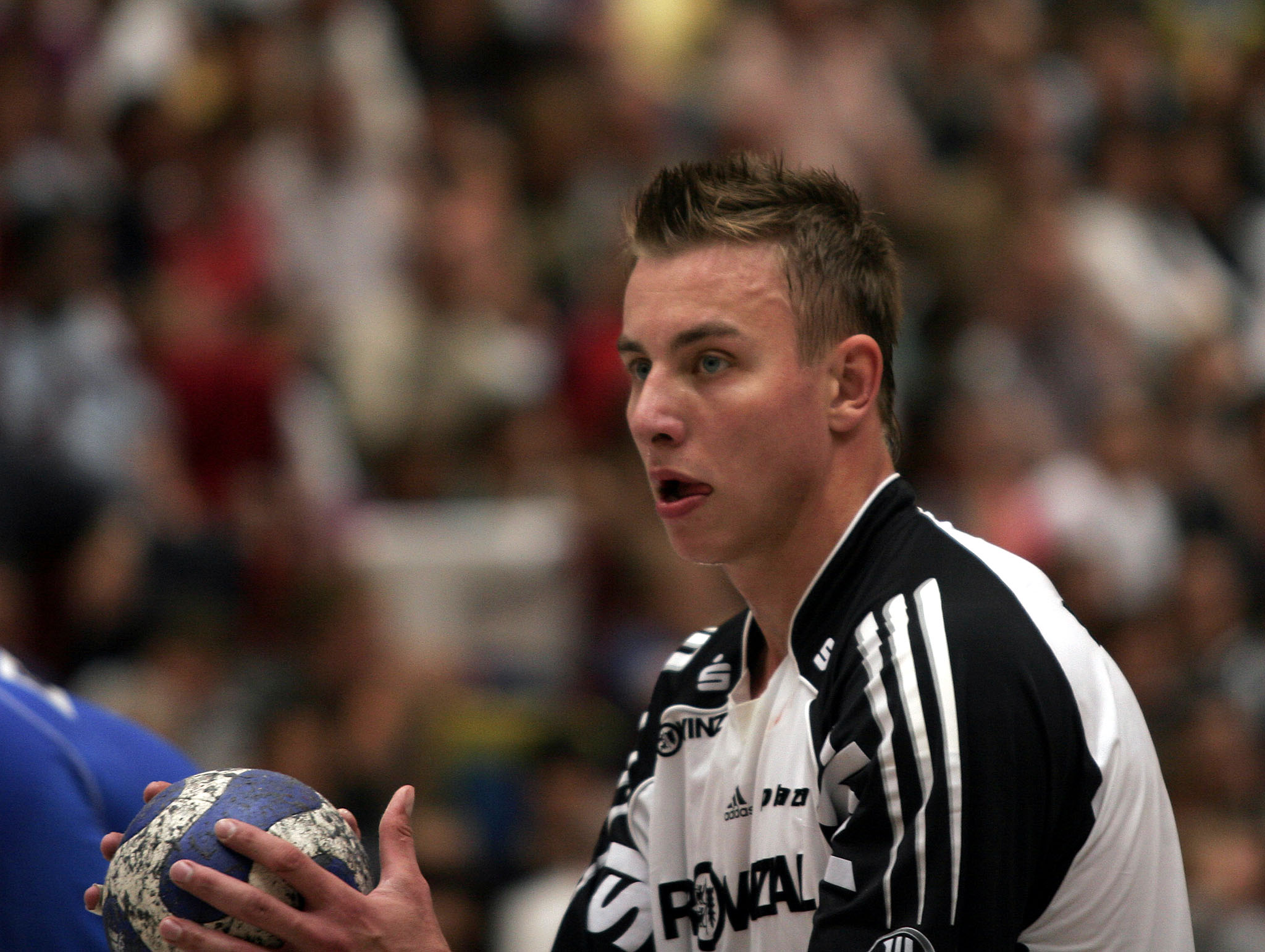
Der Torschützenkönig Filip Jícha im Trikot des THW Kiel

Die Torschützenliste zeigt die zehn besten Torschützen in der EHF Champions League 2009/10. Zu sehen sind die Nation des Spielers, der Name, die Position, der Verein, die gespielten Spiele, die Tore und die Ø-Tore. Der Erstplatzierte ist Torschützenkönig der EHF Champions League 2009/10.
| Pl. | Nation         | Spieler          | Pos. | Verein            | Sp. | Tore | Ø   |
| --- | -------------- | ---------------- | ---- | ----------------- | --- | ---- | --- |
| 01. | Tschechien     | Filip Jícha      | (RL) | THW Kiel          | 15  | 119  | 7,9 |
| 02. | Spanien        | Juanín García    | (LA) | FC Barcelona      | 16  | 97   | 6,1 |
| 03. | Rumänien       | Laurentiu Toma   | (RA) | HCM Constanța     | 12  | 90   | 7,5 |
| 04. | Nordmazedonien | Kiril Lazarov    | (RR) | RK Zagreb         | 12  | 83   | 6,9 |
| 05. | Danemark       | Hans Lindberg    | (RA) | HSV Hamburg       | 14  | 82   | 5,9 |
| 06. | Serbien        | Rastko Stojković | (KM) | KS Vive Kielce    | 12  | 80   | 6,7 |
| 07. | Spanien        | Víctor Tomás     | (RA) | FC Barcelona      | 15  | 77   | 5,1 |
| 08. | Slowenien      | Vid Kavtičnik    | (RA) | Montpellier HB    | 12  | 76   | 6,4 |
| 09. | Ungarn         | Gergő Iváncsik   | (LA) | KC Veszprém       | 14  | 71   | 5,1 |
| 10. | Russland       | Wassili Filippow | (RM) | Medwedi Tschechow | 16  | 71   | 4,4 |